# Унтерферинг
Унтерферинг (њем. Unterföhring) општина је у њемачкој савезној држави Баварска. Једно је од 29 општинских средишта округа Минхен. Према процјени из 2010. у општини је живјело 9.177 становника. Посједује регионалну шифру (AGS) 9184147.

## Географски и демографски подаци
Унтерферинг се налази у савезној држави Баварска у округу Минхен. Општина се налази на надморској висини од 508 метара. Површина општине износи 12,8 km². У самом мјесту је, према процјени из 2010. године, живјело 9.177 становника. Просјечна густина становништва износи 717 становника/km².